# シェイプレス
『シェイプレス』は、日本のロックバンドであるBUCK-TICKのリミックス・アルバム。
1994年8月24日にビクターエンタテインメントのInvitationレーベルより、初回生産限定盤としてリリースされた。
メジャーデビュー・アルバム『SEXUAL×××××!』（1987年）から7枚目のオリジナル・アルバム『darker than darkness -style 93-』（1993年）までの中から選曲され、日本国外のアーティストによってリミックスされたBUCK-TICKの楽曲が収録されている。
分類上はCDであるが、写真を蓮井幹生、デザインをサカグチケンを手掛けトルコで撮影された写真集が付属している。オリコンチャートでは最高位5位となった。

## 録音、制作
本作はBUCK-TICKの過去作をアンビエントとしてリミックスするというコンセプトで制作が開始され、選曲は「最近のアルバムの中から」という要望以外は各リミックス担当者に委ねられた。また、通常のベスト・アルバムをリリースすることに抵抗があったため、新しい形のベスト・アルバムを検討した結果、リミックス・アルバムという形になったと樋口豊は述べている。今井寿は打ち込みやアンビエント、トランスなど様々なジャンルの音楽としてリミックスされることを覚悟の上で依頼していたが、出来上がりを聴いて予想以上の仕上がりに驚いたほか、原曲が分からないほどリミックスされた曲もあると述べている。櫻井敦司はアンビエントを好んでいたこともあり、本作の完成を楽しみにしていたと述べたほか、本作の制作にはメンバーはノータッチであったとも述べている。櫻井は本作の中で「In the Glitter」と「Killing (Urb mix)」が最も気に入っていると述べ、また本作は一度完成した楽曲が解体されて再構築されていることに関して、「ザマーミロ」という感覚を覚えたと述べている。星野英彦は「D・T・D (Air Liquide mix)」と「In the Glitter PT 1 (Glitter mix)」が最も気に入っていると述べ、生音に対して音の幅が広がっていることが印象的であるとも述べている。

## アートワーク
写真集の撮影は当初ネパールで行われる予定であったが、危険であるとの判断から今井寿の提案によりトルコに変更となった。撮影は道中で一休みをしたり観光地を避けて立ち寄った小さな町やイスタンブールの繁華街で行われた。
1994年6月2日に成田国際空港からイスタンブール空港へ移動、トルコ国内便にてアンカラ空港へと移動、トルコ国内便はジャンボ機のボーイングだと聞いていたが、実際はもっと小さい飛行機であった。また、日本円で10,000円をトルコのリラに両替すると3,300,000リラとなり、樋口は札が増えて財布に入らず困ったと述べたほか、靴磨きの少年に靴を磨いてもらったと述べている。移動中はバスを1台チャーターして移動しながら撮影が行われた。6月3日にアンカラからカッパドキアへ移動、途中で羊の群れに出会ったため移動バスから降りて撮影したほか、星野は羊に乗ったと述べている。また、カッパドキアから1時間半ほど離れた高台の小さな町でソロカットや集合カットを撮影、さらに高台の小さな町での撮影の待ち時間に、櫻井および星野、樋口とスタッフは現地の子どもとサッカーを行った。6月4日にカッパドキアからアンカラへ戻る。6月5日にアンカラからイスタンブールへ移動。イスタンブールのCDショップにて今井とヤガミトールはCDを購入、またライブハウスに向かう途中で靴磨きの少年がしつこく追いすがって来たため、櫻井は靴磨きをしてもらうこととなった。ライブハウスでは現地の通訳が店員と話し、ライブ中であったバンドのリーダーが櫻井にセッションを持ちかけ、「スピード」（1991年）を演奏することとなった。左利き用ギターがなかったため、今井は苦労しながらも左手でギターを弾いた。
その他に現地では山の中や塩湖などで撮影が行われ、日が昇っている内に撮影を行わなければならず、朝早くから移動するために健康的な日々であったと星野は述べている。星野はアジアやヨーロッパ、アフリカが混ざったような世界で不思議な光景であったと述べたほか、半日分の休暇を取って寺院や宮殿を見た後に宗教色が強い国であると感じたとも述べている。また、楽器店で小さいシタールのようなエレキ楽器を購入した星野であったが、教本はすべてトルコ語で記載されているためチューニングの仕方も分からず全く使いこなせなかったと述べている。6月6日にイスタンブールから成田空港へ移動し帰国となった。

## ツアー
本作を受けたライブコンサートは、「SHAPELESS」と題して富士急ハイランドコニファーフォレストにて1994年7月31日および8月7日の2日間行われた。野外ライブは1990年8月2日の西武球場以来約5年ぶりとなった。
その後にはSOFT BALLETおよびLUNA SEAとの共演コンサートツアー「L.S.B」が8月9日の国営海の中道海浜公園野外劇場公演から8月30日の大阪城ホール公演まで、5都市全5公演が行われた。同ツアーには他にTHE YELLOW MONKEY、L'Arc〜en〜Ciel、THE MAD CAPSULE MARKET'S、DIE IN CRIESがゲストとして参加した。THE YELLOW MONKEYは福岡および大阪の2公演、L'Arc〜en〜Cielは札幌の1公演、THE MAD CAPSULE MARKET'Sは仙台および札幌、新潟、大阪の4公演、DIE IN CRIESは仙台および札幌の2公演参加となった。

## チャート成績
本作はオリコンチャートにて最高位5位を獲得、登場回数は4回で売り上げ枚数は11.0万枚となった。この売り上げ枚数はBUCK-TICKのアルバム売上ランキングにおいて10位となっている。2022年に実施されたねとらぼ調査隊によるBUCK-TICKのアルバム人気ランキングでは25位となった。

## 収録曲
| #         | タイトル                                                       | 作詞      | 作曲・編曲 | リミックス担当者                                          | 時間 |
| --------- | -------------------------------------------------------------- | --------- | ---------- | --------------------------------------------------------- | ---- |
| 1.        | 「Jupiter (Silver Moon mix)」                                  |           |            | ピーター・スミス、ジョン・タイ（MLOプロダクション）       | 6:54 |
| 2.        | 「D・T・D (Air Liquide mix)」                                  |           |            | イングマール・コッホ（エアー・リキッド）                  | 9:34 |
| 3.        | 「In the Glitter PT 1 (Glitter mix)」(原題: キラメキの中で...) |           |            | ドミニク・ウージー (Neutron 9000)                         | 8:20 |
| 4.        | 「Brain, Whisper, Head, Hate is Noise」                        |           |            | リチャード・カーク（キャバレー・ヴォルテール）            | 4:51 |
| 5.        | 「Iconoclasm (Don't X Ray Da DAT mix)」                        |           |            | オウテカ                                                  | 6:42 |
| 6.        | 「In the Glitter PT 2 (Aphex mix)」(原題: キラメキの中で...)   |           |            | エイフェックス・ツイン（リチャード・ジェームス）          | 5:02 |
| 7.        | 「Killing (Urb mix)」(原題: 太陽ニ殺サレタ)                    |           |            | ジョン・タイ（MLOプロダクション）                         | 6:55 |
| 8.        | 「Evil Flowers (Neutron 9000 mix)」(原題: 悪の華)              |           |            | ドミニク・ウージー (Neutron 9000)                         | 9:09 |
| 9.        | 「Dress (Spicelab mix)」(原題: ドレス)                         |           |            | オリバー・リーブ                                          | 7:40 |
| 10.       | 「Hyper Love (Hardfloor remix)」                               |           |            | ハードフロア（オリバー・ボンツィオ、 ラモン・ツェンカー） | 8:09 |
| 合計時間: | 合計時間:                                                      | 合計時間: | 73:16      |                                                           |      |

## スタッフ・クレジット
- バリー・ウッドワード（ダウンハウス、ロンドン） - マスタリング・エンジニア
- ケヴィン・ハリス（クラニアムH.F.） - トラック・シーケンス
- リチャード・ジェイムス - ワープ・レコーズ・コーディネーター
- リチャード・カーク - ワープ・レコーズ・コーディネーター
- オウテカ - ワープ・レコーズ・コーディネーター
- Neutron 9000 - ライジングハイプロダクション・コーディネーター
- エアー・リキッド - ライジングハイプロダクション・コーディネーター
- MLO - ライジングハイプロダクション・コーディネーター
- オリバー・リーブ - ライジングハイプロダクション・コーディネーター
- アンドリュー・ビア - サンクス
- デヴィッド・ブラウン - サンクス
- ゲイリー・スタウト - サンクス
- トレイシー・シャーマン - サンクス
- ジェームス・ブラウン - サンクス
- マリカ・ヴァン・ドゥイン - サンクス
- きくかわひろみ - サンクス
- ミリアム・ゴットリーブ - サンクス
- スティーヴ・フラッド（サム・コーポレーション、U.K.） - コーディネーター
- リン・ホブデイ（サム・コーポレーション、U.K.） - コーディネーター

- BUCK-TICK - トータル・コンセプション
- 田中淳一 - トータル・コンセプション、ディレクター
- 久保田稔人 - ディレクター
- 豊島直己 - プロモーター
- 清水良成 - プロモーター
- 下川ハジメ - アーティスト・マネージメント、追加フォトグラファー
- 小嶋人志 - アーティスト・マネージメント
- 木澤勉（シェーキングハンズ） - アーティスト・マネージメント
- 村木敬史 - エグゼクティブ・プロデューサー
- 高木修 - エグゼクティブ・プロデューサー

- サカグチケン - アート・ディレクション、デザイン
- M.Hasui - フォトグラファー
- 祖師雄一郎 - 追加フォトグラファー
- 八木智晴 - スタイリスト
- 谷崎隆幸 - ヘアー&メイクアップ
- ジョージ・カックル - ロケーション・コーディネーター
- フェイス・シモック - ロケーション・コーディネーター
- 富岡昌広 - ビジュアル・コーディネーター
- RYU INISHIE - ビジュアル・スーパーバイザー

## リリース履歴
| No. | 日付          | レーベル                               | 規格      | 規格品番         | 最高順位 | 備考 |
| --- | ------------- | -------------------------------------- | --------- | ---------------- | -------- | ---- |
| 1   | 1994年8月24日 | ビクターエンタテインメント／Invitation | 写真集 CD | VIZL-18 VICL-550 | 5位      |      |